# Trifolium ochroleucon
Trifolium ochroleucon là một loài thực vật có hoa trong họ Đậu. Loài này được Huds. miêu tả khoa học đầu tiên.

## Hình ảnh

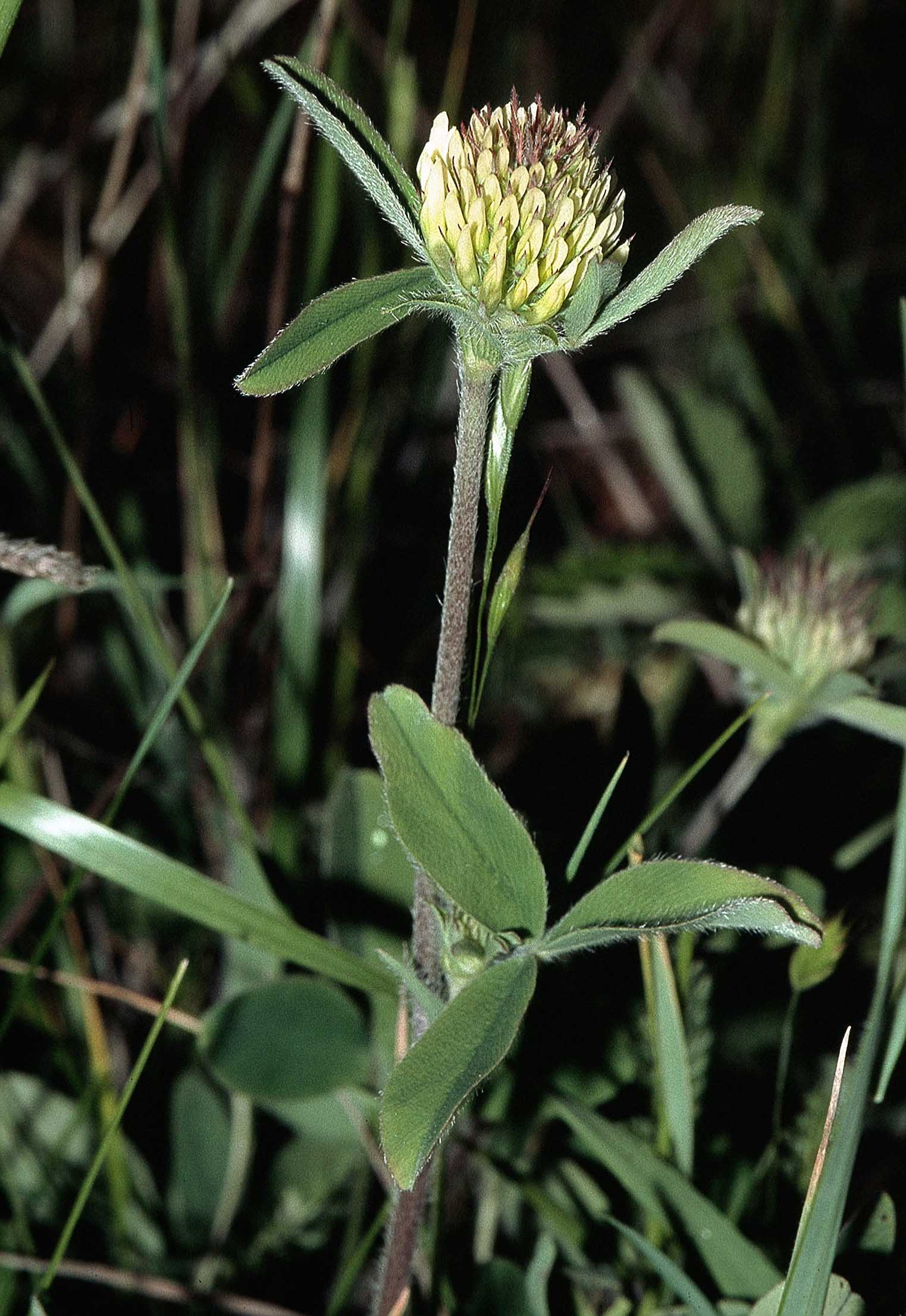
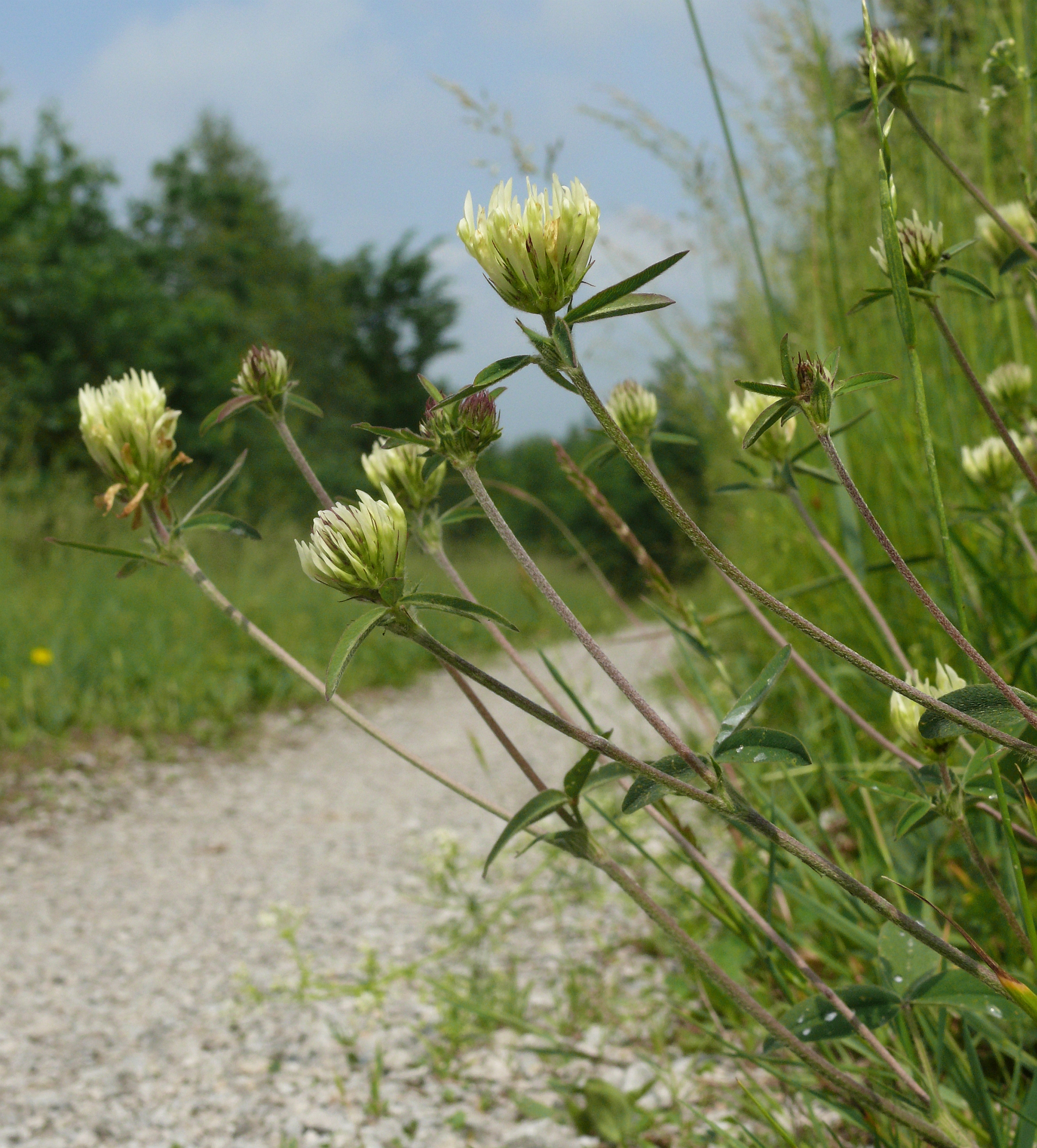
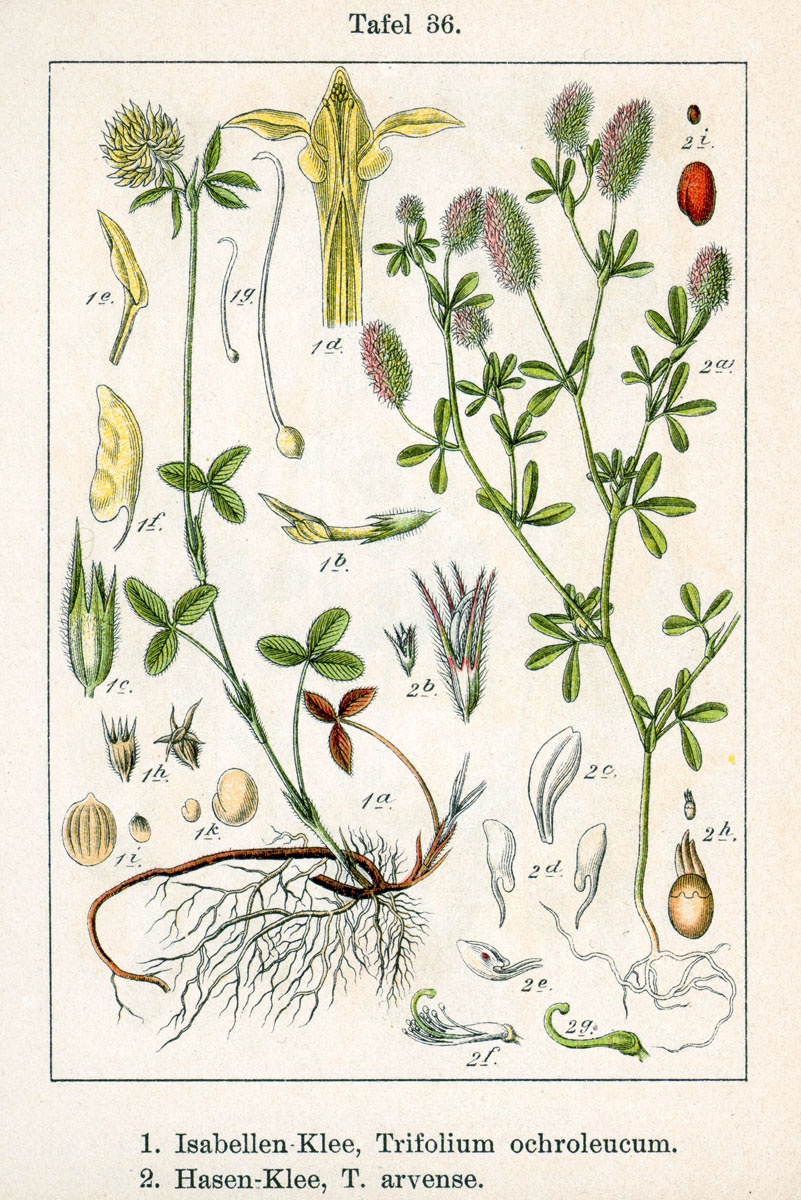
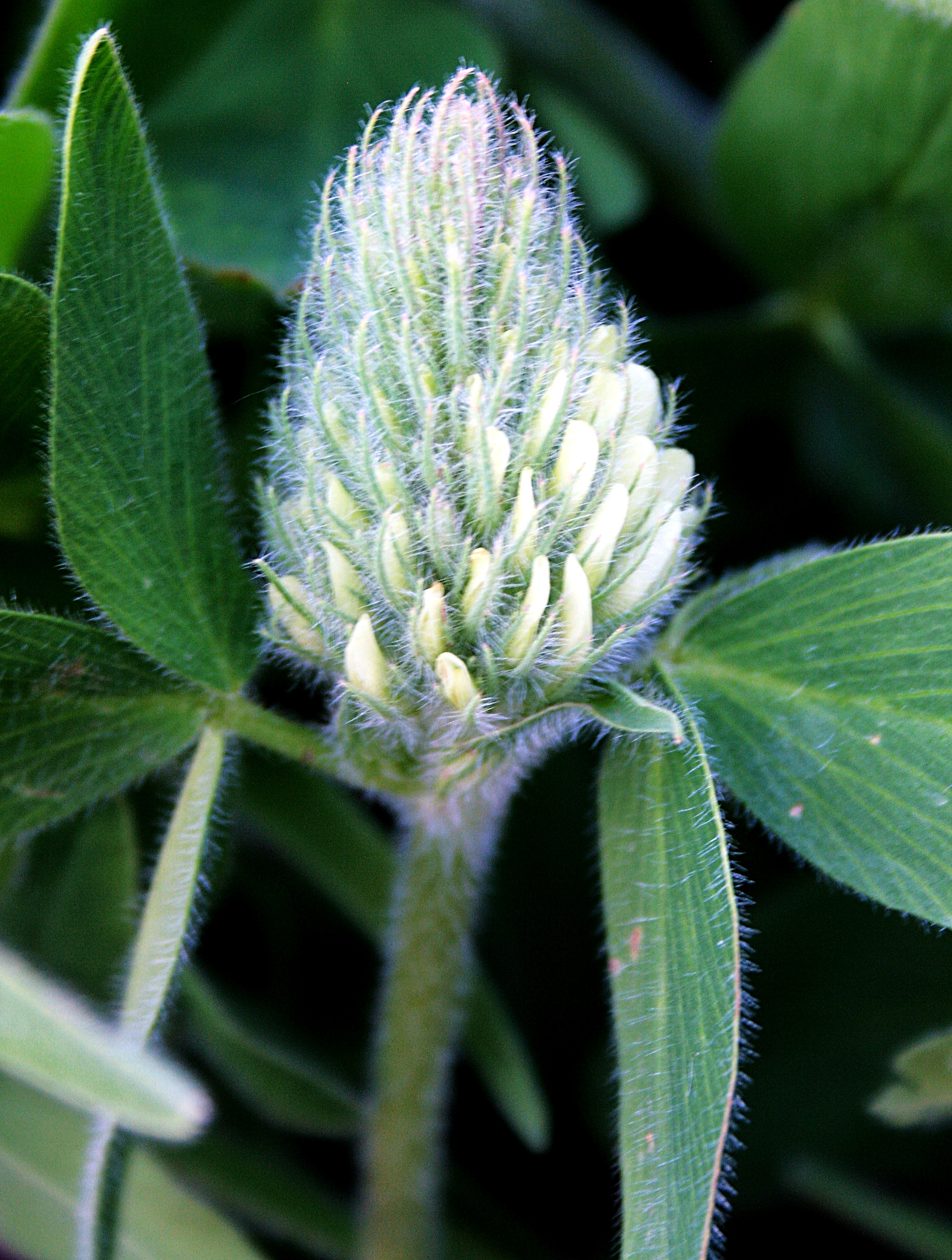